# کلاریسا پینکولا استس
کلاریسا پینکولا استس، شاعر، روانکاو یونگی و نویسنده است. او به عنوان پژوهشگر، شاعر، داستان سرا و حافظ قصه‌های کهن در ادبیات اسپانیایی شناخته شده است. اکلاریسا پینکولا استس به عنوان تحلیل گر در روانکاوی پیرو یونگ، به تحقیق و مطالعه در مسائل اجتماعی و الگوهای روانشناختی گروه‌های فرهنگی و نژادی مختلف می‌پردازد. همچنین او کتاب‌های زیادی در این باره نوشته است که از زمان انتشار آثارش تا حالا، به ۳۷ زبان دیگر ترجمه شده‌اند.
او دکترای رشتهٔ روان‌شناسی قومی-بالینی را دریافت کرده و در این مقطع به مطالعهٔ الگوهای اجتماعی و روانی در گروه‌های فرهنگی و قبایل گوناگون بشری پرداخت. او کتاب‌های بسیاری در زمینهٔ سفر روح و کاوش روان و ناخودآگاه نوشته است. او از آغاز فعالیت‌های حرفه‌ای خود در زمینهٔ روانکاوی و نویسندگی، جوایز و افتخارات بسیاری به دست آورد. او همچنین موفق به دریافت مدالی از سوی رئیس‌جمهور برای عدالت اجتماعی شده است.

## زندگی‌نامه
کلاریسا پینکولا استس (Clarissa Pinkola Estés) در ۲۷ ژانویهٔ سال ۱۹۴۵ در ایالت ایندیانای ایالات متحدهٔ آمریکا، متولد شد. پدر و مادر او اسپانیایی‌تبار بودند که سواد نداشتند و افسانه‌ها و اسطوره‌ها را برای دختر خود تعریف می‌کردند. آشنایی کلاریسا پینکولا استس با فرهنگ نیاکانش باعث شد پرسش‌های بسیاری را در ذهن او ایجاد شود که بعدها همین افسانه‌ها تأثیرات زیادی در نویسندگی او داشتند.
کلاریسا پینکولا استس دکترای خود را در رشتهٔ روان‌شناسی قومی و بالینی گرفت. آغاز کار استس با کار در بیمارستانی در دههٔ ۱۹۶۰ شروع شد که در آن به مداوا و معالجهٔ کهنه‌سربازان می‌پرداخت. کلاریسا پینکولا استس در این بیمارستان به مداوا و معالجهٔ سربازان جنگ‌های مختلف از جمله سربازان جنگ کره، ویتنام، جنگ جهانی اول و جنگ جهانی دوم می‌پرداخت.
کلاریسا پینکولا استس فعالیت خود را در دههٔ ۱۹۷۰ میلادی در زندان‌ها ادامه داد. او در ابتدا به زندان مردان رفت و مدتی را هم در زندان زنان به درمان بیماران می‌پرداخت. سابقهٔ او در مراکزی چون زندان‌ها، باعث شد که از طرف فرماندار کلرادو به عنوان یکی از اعضای هیئت رسیدگی به شکایات ایالتی منصوب شود. کلاریسا پینکولا استس همچنین هیئتی را جهت نظارت بر امنیت پزشکان بهداشت روان، با حضور تعدادی از کارشناسان و روانشناسان تشکیل داد و در آن به فعالیت پرداخت.
کلاریسا پینکولا استس علاوه بر فعالیت‌های خود در زمینهٔ روان‌کاوی و روان‌پزشکی، به سرودن شعر و همچنین پژوهش در زمینهٔ اسطوره‌ها می‌پردازد. کتاب‌های او از سوی منتقدان و عامهٔ مخاطبان، مورد تحسین واقع شده‌اند.

## آثار
کتاب زن قوی را از بند رهاساز: این کتاب در سال ۲۰۱۱ چاپ شد. کلاریسا پینکولا استس در این کتاب دربارهٔ «مادر» سخن گفته و همچنین، به روایت داستان‌هایی از منابع کهن و مذهبی پرداخته است. هیچ پیوندی نمی‌تواند قدرت عشق او را مهار کند و مانع از بازگشت او به سوی کسانی شود که بیشتر به او نیاز دارند. در این کتاب دکتر استس شما را با نیروی عشق روبرو می‌کند.
کتاب زنانی که با گرگ‌ها می‌دوند: کلاریسا پینکولا استس در این کتاب درمورد زنان در اسطوره‌ها ی کهن استفاده کرده است. کتاب «زنانی که با گرگ‌ها می‌دوند» که برای نخستین بار در سال ۱۹۸۸ منتشر شد، در لیست کتاب‌های پرفروش نیویورک تایمز قرار گرفته است. در این کتاب او به زنان کمک می‌کند که ذهن خود را دوباره به ویژگی‌های جسمانی و ذهنی کهن الگوی «زن وحشی» پیوند بزنند.
کتاب بهار می‌رسد: این کتاب، شامل مجموعه‌ای از یادداشت‌های کلاریسا پینکولا استس در مورد زنان است که او در این یادداشت‌ها به روان‌شناسی زنان در قالب‌هایی چون قطعات ادبی و شعر پرداخته است. و به اثری قابل تأمل بدل شده است.

## جوایز و افتخارات
- حافظ لور
- جایزهٔ لیگ نویسندگان کلرادو
- جایزهٔ انجمن ملی آمریکا برای پیشرفت روان‌کاوی
- جایزهٔ انجمن کتاب‌فروشان آمریکا
- جایزه افتخاری کتاب سال
- جایزهٔ انجمن مطبوعات کاتولیک
- راه یافتن کتاب زنانی که با گرگ‌ها می‌دوند به فهرست پرفروش‌ترین کتاب‌های نیویورک تایمز[۸]